# Adrián Chovan
Adrián Chovan (Partizánske, 8 ottobre 1995) è un calciatore slovacco, portiere del Nieciecza.

## Carriera

### Club
Ha giocato nel campionato slovacco.

### Nazionale
Ha giocato nella nazionale slovacca Under-19.
Ha esordito con la nazionale Under-21 nel 2015, venendo convocato per gli Europei di categoria del 2017.

## Palmarès

### Club

#### Competizioni nazionali
- Campionato slovacco: 2

Slovan Bratislava: 2021-2022, 2022-2023